# .wales
.wales − це одна з кількох доменних зон верхнього рівня для Уельсу (також використовується .cymru), його було затверджений у 2012 році. Остаточно обидві зони для Уельсу затверджені ICANN у червні 2014-го.